# Nowoszyce (Ukraina)
Nowoszyce – wieś na Ukrainie w rejonie drohobyckim należącym do obwodu lwowskiego. 
W II Rzeczypospolitej wieś w powiecie samborskim w woj. lwowskim.
W latach 1943–1944 nacjonaliści ukraińscy z OUN-UPA zamordowali tutaj 10 Polaków.